# تانر بوکانان

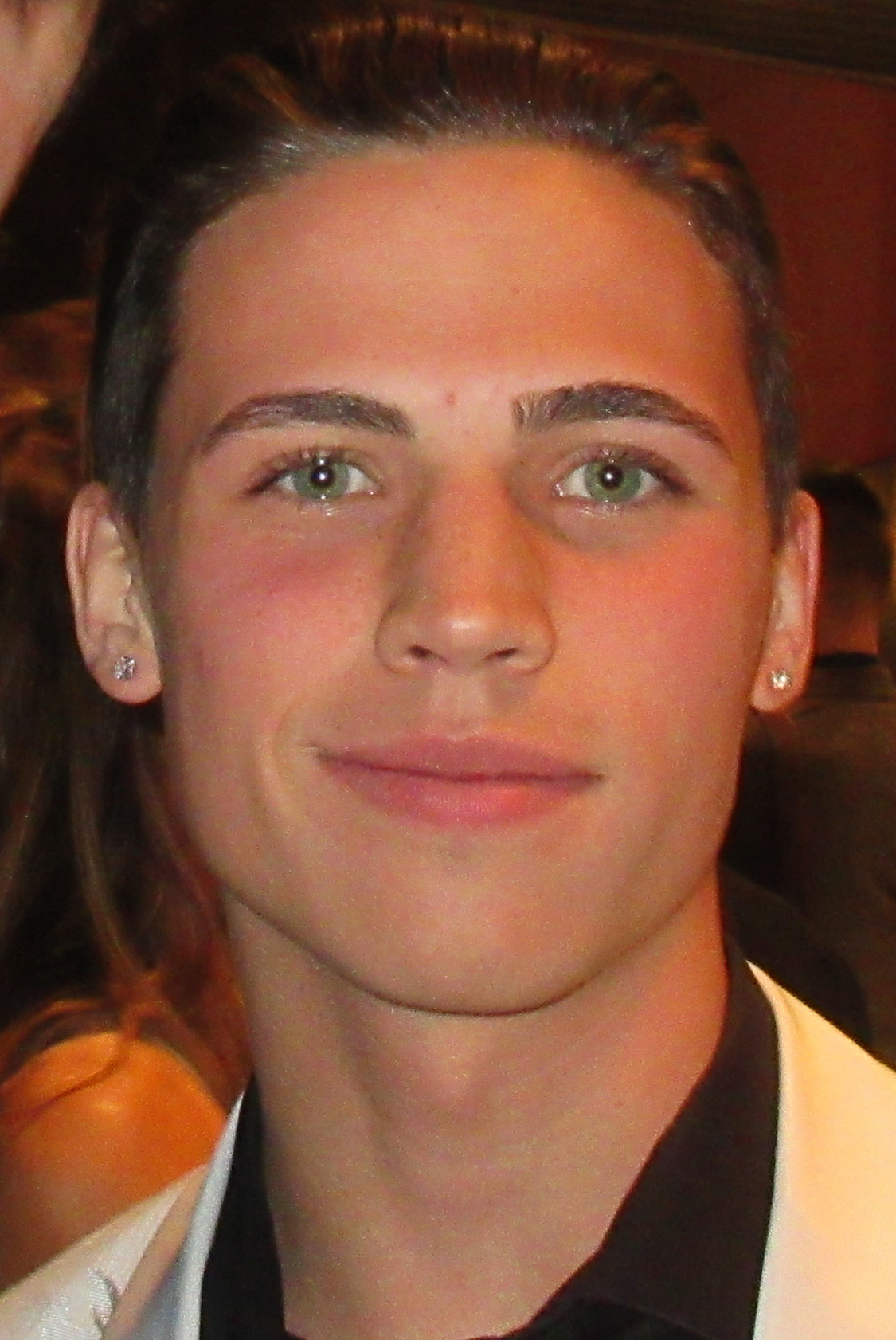
تانر بوکانان در سال 2018

تانر بوکانان (Tanner Buchanan) متولد 8 دسامبر 1998 برابر با (17 آذر 1377) بازیگر آمریکایی است.
نقش لئو کیرکمن در سریال سیاسی Designated Survivor و نقش میسون کندال در سریال Game Shakers، در کنار نقش رابی کین در سریال کبرا کای از مهمترین نقش‌آفرینی‌های او هستند. او بازیگری را از سال 2009 با نقش‌های کوچک در سریال‌های مشهور نظیر Modern Family و سریال Grey’s Anatomy آغاز کرده است.

## فیلم‌شناسی
فهرست برخی از فیلم‌ها یا برنامه‌های تلویزیونی که تانر بوکانان در آن‌ها به ایفای نقش پرداخته‌است:
- او همه چیز تمام است
- خانواده امروزی
- کبرا کای
- پرورشگاهی‌ها
- بازمانده برگزیده